# Maksim Siergiejew (1926–1987)
Maksim Iwanowicz Siergiejew (ros. Максим Иванович Сергеев, ur. 15 września 1926 we wsi Nikołajewka w Baszkirii, zm. 10 maja 1987 w Nieftiejugansku) – wiertacz trustu naftowo-gazowego w ZSRR, Bohater Pracy Socjalistycznej (1971).

## Życiorys
Od 1942 był kombajnistą w stanicy maszynowo-traktorowej, w 1943 został wcielony do Armii Czerwonej, brał udział w wojnie z Niemcami, był ranny. Po demobilizacji skończył szkołę młodzieży robotniczej, od 1950 pracował przy wierceniu ropy naftowej, w tym od 1964 w Chanty-Mansyjskim Okręgu Narodowościowym. Członek Komitetu Miejskiego KPZR w Nieftiejugansku, Chanty-Mansyjskiego Komitetu Okręgowego KPZR, Komitetu Obwodowego KPZR w Tiumeni i od 9 kwietnia 1971 do 23 lutego 1981 zastępca członka KC KPZR. Zastępca członka Wszechzwiązkowej Centralnej Rady Związków Zawodowych.

## Odznaczenia
- Medal Sierp i Młot Bohatera Pracy Socjalistycznej (30 marca 1971)
- Order Lenina (dwukrotnie – 28 maja 1966 i 8 kwietnia 1971)
- Order Wojny Ojczyźnianej I klasy (11 marca 1985)
- Order Czerwonego Sztandaru Pracy (11 marca 1976)

I medale.